# Korean Natural Farming
Korean Natural Farming (KNF, „Koreanische naturnahe Landwirtschaft“) ist eine naturnahe landwirtschaftliche Wirtschaftsweise aus Südkorea, die von ihrem Begründer Han-Kyu Cho und seinen Anhängern stark propagiert wird. Sie versucht, mit lokal geschlossenen Stoffkreisläufen möglichst autark zu wirtschaften und den Einsatz von außen zugeführter Stoffe zu minimieren und dabei die Bodenfruchtbarkeit zu fördern. Sie fand besonders bei Landwirten auf Hawaii Anklang, wo sie 1999 eingeführt wurde.
Besondere Methoden sind die gezielte Kultivierung und Ausbringung lokaler Bodenmikroorganismen zur Restaurierung der Bodengesundheit und die Aufbringung von Nährstoffen aus verschiedenen Komposten als Spritzmittel auf die Blätter der Kulturen.
Die Entwicklung des KNF-Systems und Jahrzehnte der Praxis in Asien fanden weitgehend ohne wissenschaftliche Begleitung statt. Die entscheidende Rolle von Bodenleben für die Pflanzenentwicklung und die Bodenfruchtbarkeit ist jedoch reichlich beforscht und mittlerweile sind für KNF-Methoden auch Wirksamkeit und Vorteile gegenüber konventioneller Landwirtschaft belegt.